# Prieuré de Saint-Hymer
Le prieuré de Saint-Hymer est le prieuré d'un ancien monastère, situé à Saint-Hymer, en France. Le prieuré de taille respectable au Moyen Âge connaît une période de déclin au début de l'époque moderne puis un renouveau au XVIIIe durant lequel il devient un centre de diffusion janséniste en Normandie. Le prieuré doit à l'achat par son dernier prieur et une utilisation continue d'être conservé en état satisfaisant.

## Localisation
Cet ancien prieuré est situé dans le département français du Calvados, l'arrondissement de Lisieux, le canton de Pont-l'Évêque, et la commune de Saint-Hymer.
Avant la Révolution, il faisait partie du diocèse de Lisieux.

## Histoire
Les bâtiments actuels du prieuré datent des XIVe, XVIe, XVIIIe siècles.
L'abbaye bénédictine fut fondée à Saint-Hymer par Hugues II de Montfort, dans une charte dressée vers 1066-1067, et Guillaume le Conquérant y installa une collégiale de chanoines réguliers, remplacés par des moines bénédictins de l'abbaye du Bec en 1147.
La tour est commencée au XIIe mais achevée seulement au XVIIe du fait d'un contentieux entre moines et paroissiens. L'évêque de Lisieux attribue aux moines le chœur, le transept et les chapelles, les paroissiens disposant, quant à eux de la nef, séparée par un mur.
Lors de sa période la plus prospère le prieuré comptait de dix à treize moines.
Une période de déclin s'ouvre pour trois siècles au XVe.
Les bénédictins quittent Saint-Hymer en 1695 et le prieuré se trouve délaissé durant une vingtaine d'années. L'évêque de Lisieux, Léonor de Goyon de Matignon, puis Henri-Ignace de Brancas, cherche à lui rendre vie.
En 1717, il est confié à Henri-Emmanuel de Roquette, abbé de Saint-Gildas de Rhuis, parent de Gabriel de Roquette, évêque d'Autun, qui le résigne peu après en faveur de son neveu, nommé comme lui, et alors jeune clerc. Après avoir terminé ses études, Henri Emmanuel Raymond de Roquette prend possession du prieuré de Saint-Hymer en 1722.
C'est à partir de 1722, sous sa commende, que le prieuré devient un actif centre janséniste, ce qui le fait appeler le « Port-Royal de Normandie ».
Malgré les obstacles que lui créent ses convictions, Henri-Emmanuel de Roquette fait restaurer de 1734 à 1766 les bâtiments du prieuré et conserve son bénéfice ecclésiastique jusqu'à leur résignation en 1779, en faveur de Louis-Charles de Grieu. Il meurt très âgé, à Saint-Hymer, en mars 1789.
Sur l'actuel site de la mairie de Saint-Hymer, le prieuré crée les « Petites écoles », destinées à l'enseignement des enfants pauvres de la paroisse.
En 1791, le prieuré est fermé par la Révolution, l'église devient entièrement paroissiale et le mur la séparant en deux parties est supprimé.
Le dernier prieur, Louis-Charles de Grieu, est élu député du clergé de Rouen aux États généraux de 1789. Il acquiert le prieuré lors de sa vente comme bien national, ce qui lui permet de le conserver intact.
Après la mort de Louis-Charles de Grieu, à Saint-Hymer en 1836, Jean-Charles Langlois, colonel et artiste peintre, achète le prieuré en 1838. Il meurt sans enfant en 1870 et est inhumé sous un mausolée, dans l'enceinte du prieuré.
Les bâtiments du prieuré sont alors légués à l'hôpital de Pont-L'Évêque. Ils ont servi jusqu'en 2020 de maison de retraite (EHPAD).
Jeanne Le Calvé, la Mère Denis, y a fini sa vie dans les années 1980, avant d'être inhumée dans le cimetière qui jouxte l'église.

## Description
Le prieuré était important, selon Arcisse de Caumont « les moines du Bec en firent un prieuré équivalant presque à une abbaye ».
Le même signale des vestiges romans dans l'église.
Les bâtiments du cloître s'appuient pour partie sur le transept de l'église et abritaient le dortoir de la communauté. Arcisse de Caumont évoque le XVIe comme époque possible de construction. Deux côtés du cloître, pourvus chacun de six arcades, sont signalés par le même.
Le site du prieuré étant arrosé par la rivière Yvie, des aménagements hydrauliques furent élaborés, avec retenues, cascades et terrasses.

### Protection
L'édifice est inscrit au titre des monuments historiques depuis le 27 octobre 1948 pour le bâtiment du prieuré et la cour du cloître. Une inscription supplémentaire d'éléments de l'enclos prioral ou à proximité de ce dernier intervient le 2 octobre 1997.

## Galerie

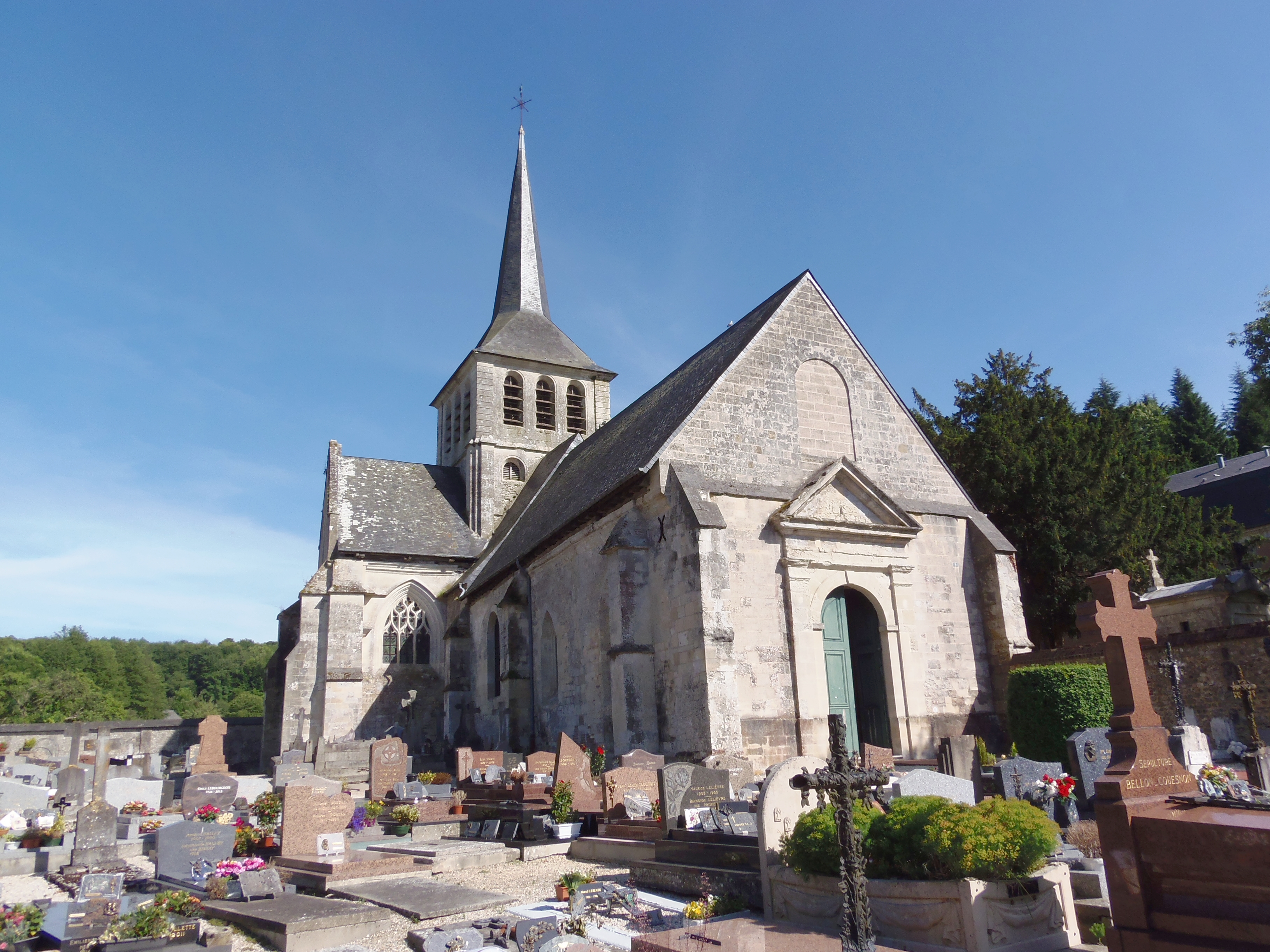
L'église Saint-Hymer, ancien édifice à la fois église priorale et église paroissiale.
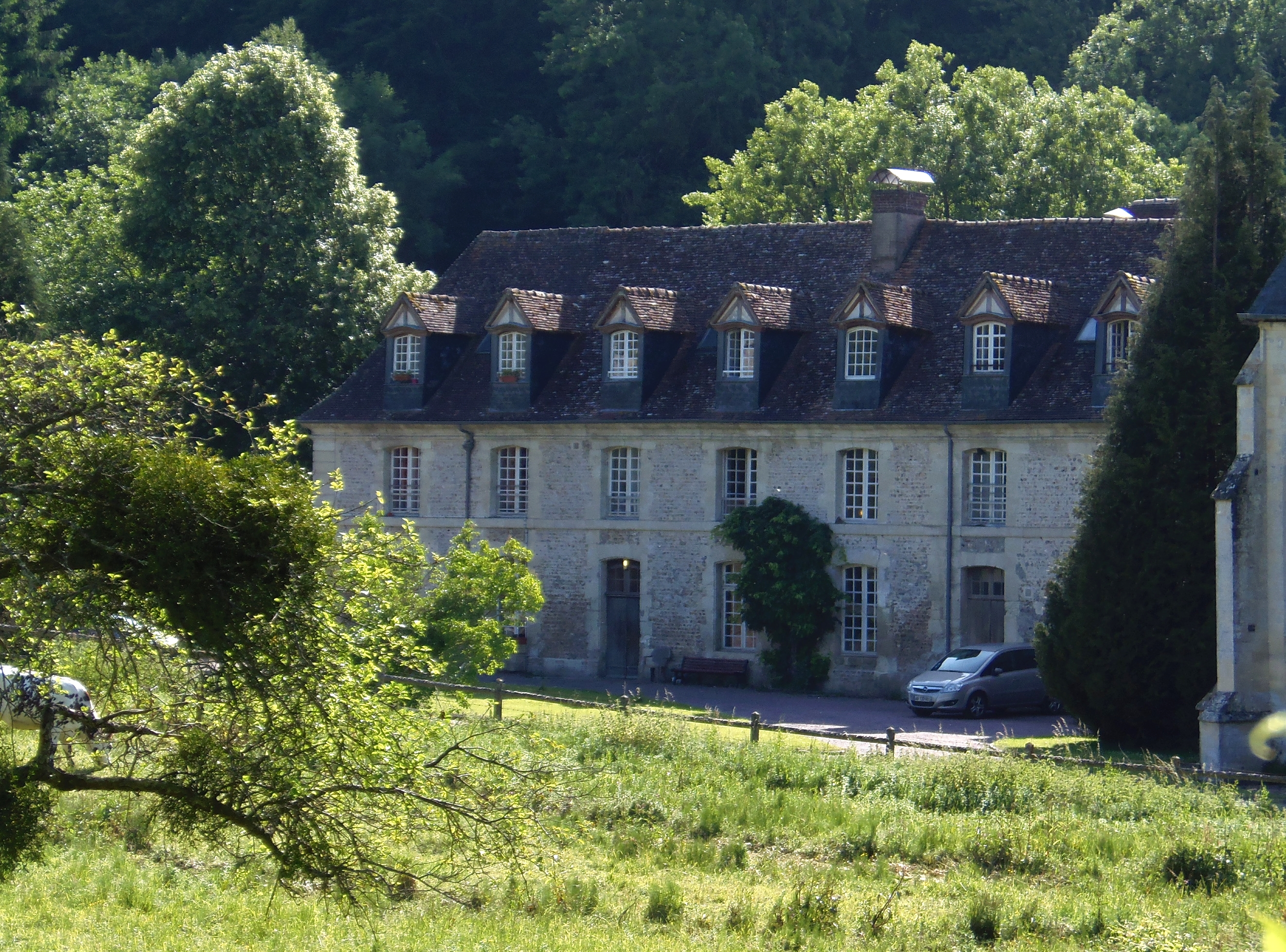
Aile du prieuré.